# Hrobčičtí z Hrobčic
Hrobčičtí z Hrobčic (německy Hrobschitzky von Hrobschitz) jsou český vladycký rod pocházející z Hrobčic na Teplicku.

## Historie

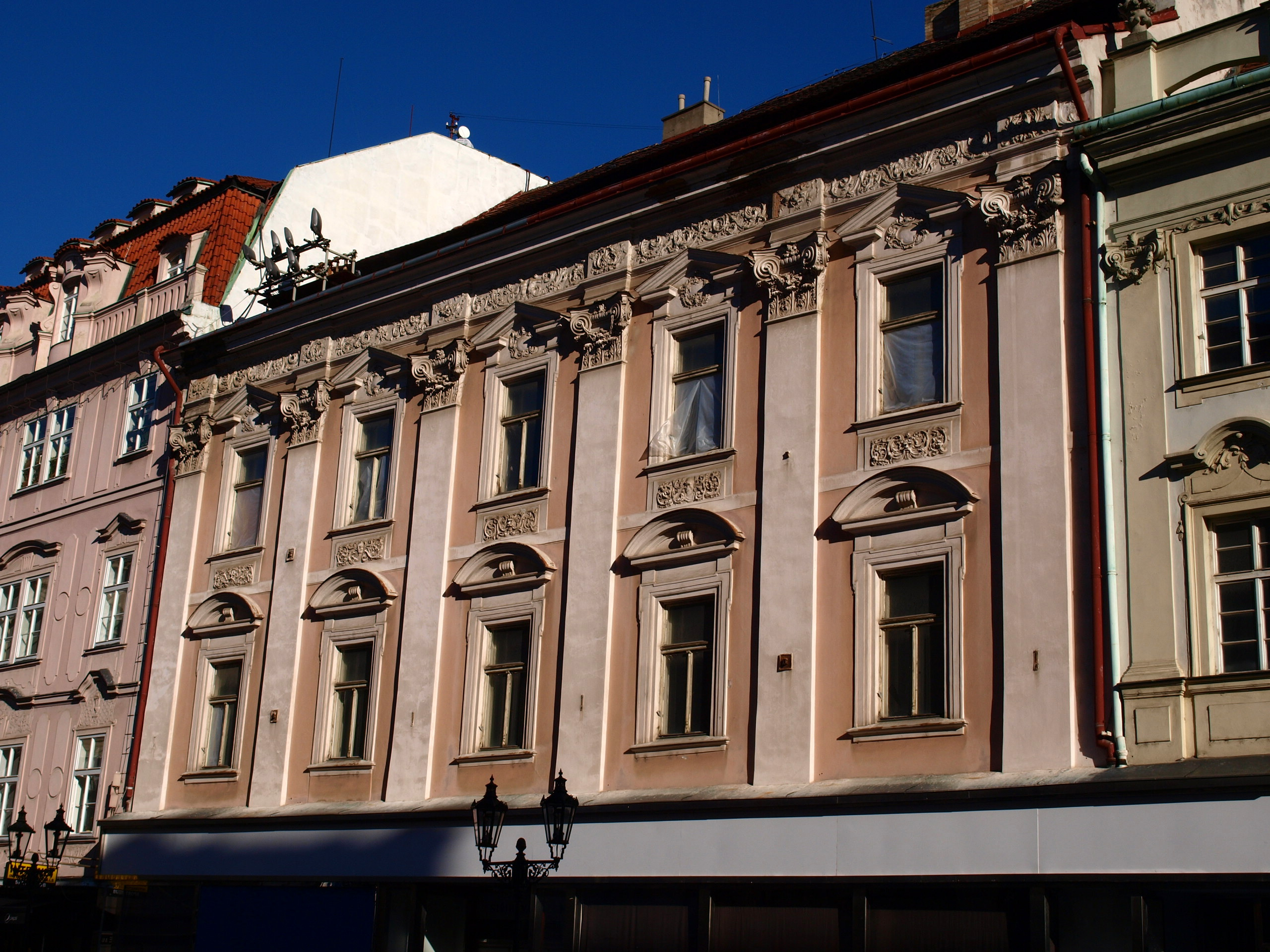
Palác Hrobčických v Praze

První zmínky pocházejí až ze 16. století. Předek Jeroným z Hrobčic dostal erb i majestát od krále Ludvíka Jagellonského. Jeho potomci koupili Holešovice, Slatinu[nepřesný odkaz] a Pětipsy na Žatecku.
Jan Mikeš z Hrobčic roku 1550 koupil Budenice, které mu po stavovském povstání zabavili, proto tato větev poté vlastnila jen Chrustenice a Mlýnec[nepřesný odkaz]. Synové Františka Albrechta museli vstoupit do armády, jinak by neměli z čeho žít.
Bohuslav za účast na stavovské povstání přišel o dvě třetiny majetku, v roce 1631 se vrátil do vlasti s protestantským vojskem a zkonfiskovali mu i zbytek jmění. I další příslušníci rodu přišli o většinu majetku a jejich děti se marně domáhaly jeho návratu.
Druhý syn Františka, František Antonín, působil jako nejvyšší vachmistr a roku 1755 jej přijali do panského stavu. Ke konci života musel prodat poslední rodinný statek Mlýnec.
Koncem 18. století rod Janem Jáchymem mizí.

## Erb
Štít je rozdělen na 4 barevná pole, střídavě červená a modrá, přes něž se točí dva hadi, zlatý a stříbrný. Jako klenot je svazek pavích per.

## Příbuzenstvo
Spojili se s Roupovci, Boryni ze Lhoty, Benedy z Nečtin či pány z Bubna.